# Fredlanea hovorei
Fredlanea hovorei là một loài bọ cánh cứng trong họ Cerambycidae.